# Ion V. Ionescu
Ion V. Ionescu (zis și Jackie Ionescu) (n. 2 mai 1936, Giulvăz, Timiș, România – d. 30 iunie 2024, Timișoara, România) a fost un jucător și antrenor de fotbal român.

## Biografie
Ion V. Ionescu s-a născut la data de 2 mai 1936 în comuna Rudna   (județul Timiș). A jucat fotbal la echipele Poli Timișoara (1945-1954), Progresul Sibiu (1955), Știința București (1956-1959) și Victoria Bucuresti (1959-1960).
A antrenat următoarele echipe: Poli Timișoara (1972-1975, 1980-1983, 1986-1988, 1991-1992), Jiul Petroșani (1975-1976), CFR Timișoara (1976-1977), UTA (1977-1979, 1996-1997), CSM Reșița (1979), Aurul Brad (1983-1984), Corvinul Hunedoara (1984-1986, 1990-1991), Sportul Studențesc (1988-1990), Progresul București (1993-1994).
A câștigat Cupa României la Fotbal cu echipa Politehnica Timișoara în anul 1980.

## Cărți publicate
- Fotbal - Metode și mijloace de antrenament (Ed. Stadion, 1972) - în colaborare cu Angelo Niculescu
- Fotbal - Tactica azi - în colaborare cu Cornel Dinu
- Fotbal - Concepția de joc (Ed. Sport-Turism, 1982) - în colaborare cu Cornel Dinu
- Fotbal - Tehnica și tactica jocului
- O minge in Babilon